# Irmãs do Apostolado Católico
As Irmãs do Apostolado Católico, chamadas Palotinas, são um instituto religioso feminino de direito pontifício: os membros desta congregação acrescentam ao seu nome a sigla C.S.A.C..

## História

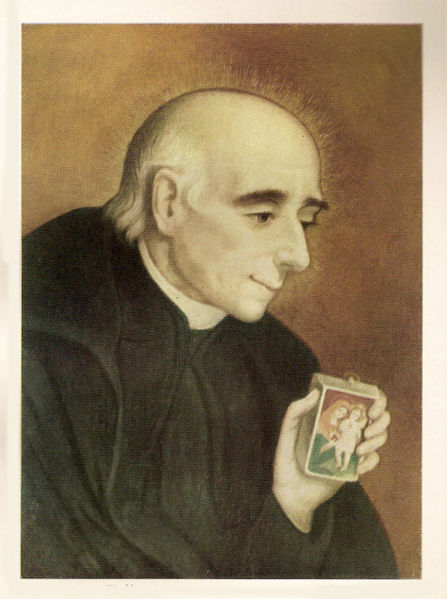
Vincenzo Pallotti, fundador da congregação

Imediatamente após a fundação da Sociedade do Apostolado Católico (1835) Vincenzo Pallotti começou a planejar o início do ramo feminino de sua congregação, particularmente destinado à educação de meninas pobres e abandonadas: Pallotti deu forma a esta ideia em 1838, com o a abertura da pia casa de caridade em Roma.
Tendo-se difundido rapidamente pela Itália, em 1889 as Palotinas estabeleceram-se também nos Estados Unidos da América para ajudar os emigrantes; em 1901, o ramo alemão do instituto, predominantemente de natureza missionária, se separou, dando origem a uma congregação autônoma.
A companhia foi organizada por muito tempo como uma sociedade de mulheres consagradas que viviam em comum sem votos: somente em 1905 Antonio Augusto Intreccialagli deu às freiras constituições que introduziam os votos. As freiras do apostolado católico receberam o decreto pontifício de louvor em 12 de maio de 1911.

## Atividades e difusão
As irmãs do apostolado católico dedicam-se particularmente à instrução e educação cristã dos jovens, mas, segundo as palavras do fundador, “devem estar prontas para qualquer trabalho de caridade e zelo”.
Além da Itália, estão presentes no Brasil, Índia, Ruanda e Estados Unidos da América; a sede geral fica em Roma.
No final de 2008 a congregação contava com 474 irmãs em 68 casas.

## Outros projetos
- Media relacionados com Irmãs do Apostolado Católico no Wikimedia Commons